# Krasińscy (gałąź ukraińska)
Krasińscy (gałąź ukraińska) – rodzina szlachecka, niesłusznie utożsamiania z Krasińskimi z Krasnego. 
Antoni Krzysztof Krasiński był żonaty z Aleksandrą Jakusiewiczówną, secundo voto Józefową Czeską. Ich dzieci to: Magdalena, Józef, Łukasz i Jan.
Józef (syn Antoniego Krzysztofa) był chorążym wojsk litewskich i otrzymał w dożywocie w 1750 od Augusta III Drużyłowice w powiecie pińskim. Pierwszą jego żoną była Zuzanna z Mężyńskich (ślub 1757), z którą miał syna Franciszka Salezego Wincentego Kajetana (ur. 1759). Z drugą żoną – Marianną z Gorskich – Stanisława Michała. 
Franciszek Salezy Wincenty Kajetan był chorążym trembowelskim (1790), podsędkiem powiatu wasilkowskiego i bohusławskiego (1799) oraz marszałkiem szlachty powiatu czehryńskiego (1820). Z żoną, Teklą Pawulską, miał córkę Adelę i syna Teodora. 
Tenże Teodor Piotr Aleksander Kajetan (1798-1870) był właścicielem Regimentarzówki. Jego żoną była Konstancja Kotiużyńska, a dziećmi: Cecylia, Hubert Antoni oraz Edmund.
Hubert Antoni (1833-1890), doktor medycyny, wespół z bratem dziedzic Regimentarzówki. W 1882 uzyskał austriacki tytuł hrabiowski. Jego żoną była Olga Naumówna, córka Piotra. Pozostawili po sobie dzieci: Piotra Zygmunta Henryka (ur. 1866), który w 1897 poślubił Marię Łęską, Marię zamężną za Józefem Krzyżanowskim (1892), Zofię – za Sewerynem Chełkowskim (1892), Franciszkę za Władysławem Nałęczem (1900) oraz Elżbietę. 
Synem Piotra Zygmunta Henryka był Jan Kazimierz (1905-1992), który wstąpiwszy do zakonu benedyktynów, przyjął imię Cyryl. 
Edmund (1843-1883, syn Teodora) był właścicielem Szlachowa i Łuków. Z żoną, Elżbietą Trypolską miał dzieci: Augusta (ur. 1876), Konstantego (ur. 1877) i Janinę. 
Wcześniej wspomniany Stanisław Michał (ur. 1764), syn Józefa i Marianny z Gorskich, był chorążym w regimencie buławy wielkiej koronnej (dymisję otrzymał w 1794). Z żony Tekli Brinckenówny miał Annę, Romualda Błażeja (ur. 1795), Adolfa (1800), Tytusa Hilarego (ur. 1802) i Józefa (ur. 1806).
Adolf (syn Józefa) był podpułkownikiem wojsk rosyjskich. Żonaty z Julianną Świetlicką. Ich dziećmi byli: Emilia (1845), Anna (ur. 1846), Paulina (ur. 1847), Teodora (ur. 1849), Jan (ur. 1851) i Olimpia (ur. 1852).
Łukasz (syn Antoniego Krzysztofa) był ojcem: Macieja (ur. 1770), Tomasza (ur. 1773) i Ignacego (1776). W 1799 nie byli oni jeszcze żonaci.
Jan (ur. 1727, syn Antoniego Krzysztofa) pozostawił po sobie:  Wincentego (ur. 1768), Józefa (ur. 1775), Maksyma (1783), Gabriela (1785) oraz córkę Franciszkę.
Zapewne do opisywanej rodziny należał Piotr Krasiński, uczeń Akademii Kijowskiej (1801). W 1803 legitymował się w Kijowie ze szlachectwa i herbu Ślepowron. Był on synem Kazimierza i Anny z Łukowskich, a wnukiem Stanisława i Marianny z Wolskich.